# Juscelinomys huanchacae
Juscelinomys huanchacae és una espècie de mamífer rosegador de la família dels cricètids. És endèmic de la serralada de Huanchaca (Bolívia). El seu hàbitat natural són les sabanes ben drenades amb herba espessa i arbres o matolls dispersos. Es desconeix si hi ha cap amenaça significativa per a la supervivència d'aquesta espècie. El seu nom específic, huanchacae, significa ‘de Huanchaca’ en llatí.